# Henry de Malherbe
Pour les articles homonymes, voir Malherbe.

a Compétitions nationales et continentales officielles uniquement.

b Matchs officiels uniquement.
Henry de Malherbe,, né le 9 février 1910 à Ajaccio et décédé le 12 août 2006 à Cahuzac, est un joueur français de rugby à XV, ayant notamment évolué au CASG et à la Section paloise et compte deux sélections en équipe de France. Il évoluait au poste de troisième ligne.

## Biographie
Henri de Malherbe a porté le maillot de la Section paloise dont il fut le capitaine, du CASG, du SCUF et du RC Vichy. Il compte deux sélections en équipe de France en 1932 et 1933, pour deux matchs gagnés contre l'Allemagne,.
Sa passion pour ce sport l'avait amené à interrompre ses études commerciales.
Après sa retraite sportive, il devint entraîneur puis président du SC Mazamet de 1941 à 1943.